# Асмодей
Асмоде́й (от ивр. אַשְׁמְדַאי‎ Ашмедай, греч. Асмодайос) — злой дух, демон в иудейской традиции.
Он не фигурирует в книгах еврейского Священного Писания, но многократно описывается в различных апокрифах и в Аггаде, где выступает в нескольких качествах: как демон — разрушитель брака, как волшебный помощник царя Соломона, и как двойник царя, подменяющего его на престоле.
В Талмуде он называется князем демонов.

## Описание
Асмодей впервые упоминается в не входящей в иудейский канон апокрифической книге Товита (II век до н. э.). В Тов. 3:7—17, 6:14—18, 8:1—3 рассказывается, как Асмодей убивает из ревности в брачную ночь, до консумации брака, одного за другим, семерых мужей некоей Сарры, дочери Рагуила, пока не оказывается отогнан воскурением сердца и печени из указаной архангелом Рафаилом рыбы, а затем связан архангелом.
Мотив противодействия Асмодея браку развивается в апокрифических «Авраамовом завете» и «Завете Соломона» (написаны либо восходят к 1-2 в. н. э.), где Асмодей описывается как разрушитель браков посредством бессилия, холодности и отклонения желаний в недолжную сторону Отвечая на вопрос царя Соломона, Асмодей говорит: «мое назначение — строить разные козни новобрачным, так чтобы они никогда не познали друг друга. При помощи разных бедствий я разлучаю их навсегда; я разрушаю красоту дев и вселяю отвращение в души их… Я ниспосылаю порывы безумия и вожделения в сердца людей, имеющих жен, так что они покидают их и днем и ночью ходят к другим, принадлежащим чужим мужьям; вследствие этого они впадают в грех и совершают ужасные злодеяния».
Два других мотива, связанных с Асмодеем, затронутых в «Завете Соломона» и развернутых в Аггаде — волшебный помощник царя Соломона, в первую очередь при постройке Иерусалимского храма, а также двойник царя, подменяющий его на престоле на время странствий, пока в искупление за свою гордость царь должен бродить нищим и неузнанным. В «Завете Соломона» прикованный к цепи демон мнет ногами глину и таскает воду, а Соломон не желает возвращать ему свободу, потому что «свирепый демон Асмодей знает даже будущее». Аггада рассказывает, что Асмодей «ежедневно присутствует как на лекциях небесной академии, так и на лекциях академий земных» и «судит о людях и предметах по их действительным свойствам, а не по тому, как они представляются глазам человеческим». Будучи пленен, он советует Соломону где найти волшебного червя шамира, что неизвестно даже другим демонам, которые знают всякие тайны. Асмодей волшебством выбрасывает царя Соломона из его царства, и пока тот странствует, заменяет его на троне; однако выдает свою природу демона блуда и разрушителя брака тем, что в своих супружеских отношениях не соблюдает предписываемых евреям ритуальных правил.
В этих легендах Асмодей выступает как сила стихийная, опасная, но не злая.

## Имя
Значение имени демона сомнительно, иногда его имя толковалось как «проклятый» либо «искуситель».
Возможно, его имя и некоторые характеристики, происходит от дева по имени Аэшма или Айшма (Аэшма-дева) в зороастризме, демона разнузданности, гнева и насилия, но это отождествление не абсолютно общепринято.

## Асмодей в культуре
Легенда о Соломоне и Асмодее получила широкое распространение в литературе, фольклоре и художественной иконографии христианского и исламского средневековья.
В славянской повествовательной литературе XVI и XVII веков она известна в двух редакциях: западной, которая носит название — «Разговор Соломона с Морольфом», и восточной — «Сказание о Соломоне и Китоврасе». Последняя известна у русских. В 1-й Асмодей выступает под неясным именем Морольфа, Маркольфа или Морольта, во 2-й — как Китоврас (греч. κενταυρός, от санскритского Gandharva).
- В эпической поэме Джона Мильтона «Потерянный рай» Асмодей упоминается как один из падших ангелов, который последовал за Сатаной и был изгнан из рая.
- Асмодей — персонаж романа «Хромой бес» (1709) французского писателя А. Р. Лесажа, сюжет которого навеян одноимённым романом писателя испанского Луиса Велеса де Гевары.
- Одна из картин Франсиско Гойи в «Доме Глухого» известна под соответствующим названием.
- Шутливое прозвище Асмодей носил в литературном обществе «Арзамас» князь П. А. Вяземский.
- В стихотворении М. Ю. Лермонтова «Пир Асмодея» Асмодей присутствует как Повелитель, который устроил пир.
- Широкий резонанс имела в своё время статья «Асмодей нашего времени» М. А. Антоновича с разбором образа Базарова в романе И. С. Тургенева «Отцы и дети».
- В романе Густава Мейринка «Война на небесах», Асмодей изображён как мудрый и могущественный демон, который помогает главному герою в его стремлении к духовному просветлению.
- Асмодей упоминается в стихотворении «У цыган» Николая Гумилёва.
- Асмодеусом звали змея в книге Брайана Джейкса «Воин Рэдволла».
- В космологии настольных ролевых игр Dungeons & Dragons и Pathfinder Roleplaying Game Асмодей присутствует как покровитель последнего, девятого слоя ада (Баатора).
- Асмодей — персонаж фэнтезийного цикла Влада Вегашина «Два лика одиночества». Асмодей — также персонаж научно-популярной детской книги «Великий треугольник, или Странствия, приключения и беседы двух филоматиков» (авторы — Эмилия Александрова, Владимир Лёвшин), экскурсовод и спутник математика Мате и филолога Фило, отправляющихся в путешествие во времени к истокам науки.
- У российского исполнителя Нейромонаха Феофана существует композиция «Асмодеев на кол».
- Скульптура Асмодея стоит в церкви Марии Магдалины в Ренн-ле-Шато, где служил приходским священником Соньер, Беранже.
- «Асмодей» — флуггер радиолокационного дозора во вселенной книг Александра Зорича «Завтра война».
- Асмодей — один из главных героев трилогии Владимира Васильева: «Менеджер по покупкам душ», «Украсть свободу» и «Страшный суд над богом и дьяволом».
- Асмодей — один из главных персонажей книги «Трилогия Хаоса». Выступает в качестве Бога Мести и Бога Смерти.
- Асмодей упоминается в совместной песне музыкальных групп «Агирре» и «Перемотка» под названием «Ночь».
- В серии книг Владимира Кощеева «Наследник дьявола», Асмодей — архидьявол и покровитель главного героя.
- Асмодей — князь ада в книжной метавселенной Александра Рудазова, впервые встречается в серии «Криабал», далее в сериях «Паргоронские байки» и «Семья волшебников». Равносилен демолорду и архидемону.
- Трилогия Алексея Атеева про деревню Лиходеевку — «Загадка старого кладбища», «Солнце мёртвых», «Город Теней». По первой книге снят одноимённый фильм.

Кино и сериалы:
- Главный антагонист серии фильмов «Паранормальное явление».
- Представлен в качестве одного из князей ада в 10 серии 4 сезона телесериала «Библиотекари».
- Появляется в первой серии второго сезона сериала «Леденящие души приключения Сабрины» и приносит вестников чумы.
- Асмодей показывается в анимационном сериале «Адский босс» в 7 серии 1 сезона.
- В фильме «Экзорцист Ватикана», ему отведена роль обличителя Ватикана.
- В сериале «Сергий против нечисти», в 1 серии 2 сезона персонажу Асмодея отведена маленькая, но очень поучительная роль.
- В сериале «Сверхъестественное», Асмодей предстаёт телезрителям, как желтоглазый демон и князь Ада, причём, очень сильный! Так же, был показан шрам на его лице, который, по его словам, сделал Люцифер, когда был сильнее его.

Компьютерные игры:
- В игре Quake 1 (Id Software) при попытке выйти из игры появлялась надпись: «Hmm, Asmodeus dislikes his children trying to quit» («Хм, Асмодею не нравится, когда его дети пытаются выйти из игры»).
- В игре Helltaker (Vanripper) Асмодей изображён в виде демона похоти Модеус.
- В игре Dungeon Keeper 2 Асмодей является одним из хранителей в основной кампании.
- В игре Enigmatis: The Ghosts of Maple Creek компании Artifex Mundi Асмодей является одним из демонов.
- В игре Pony Island Асмодей является компьютерной программой по имени asmodeus.exe. Асмодей умнейший демон и страж третьего основного файла.